# Gotham Academy
 (janvier 2019).
- Si vous ne connaissez pas le sujet, laissez ce bandeau (vous pouvez alors contacter les auteurs).
- Si vous supprimez le contenu mis en cause (vous pouvez préalablement contacter les auteurs),

argumentez précisément cette suppression dans la page de discussion
(un manque de référence n'est pas un argument ; une recherche réelle de référence doit avoir été effectuée, être formellement documentée).
 (janvier 2019).
Gotham Academy est une série de comic books américains scénarisée par Becky Cloonan et Brenden Fletcher et dessinée par Karl Kerschl. Elle est originellement publiée par la maison d'édition DC Comics et éditée en version française en partenariat avec Urban Comics depuis 2015.

## Synopsis
L'histoire se déroule dans la ville de Batman : Gotham, plus précisément sur le campus de la très prestigieuse école Gotham Academy. Certains étudiants dont Olive Silverlock et Maps Mizoguchi essaient de démêler de nombreux mystères qui entourent cette institution grandement financée par Bruce Wayne.

## Personnages principaux
- Olive Silverlock : Personnage principal de l'histoire, le récit suit cette jeune fille solitaire dans son enquête de son propre passé et des mystères qui lient l'académie à Arkham, lieu où sa mère Sybil Silverlock alias Calamity fût enfermée[2]. Comme sa mère, Olive a les yeux rouges, les cheveux blancs et des pouvoirs liés à la pyrokinésie. Batman ayant été celui qui a enfermé sa mère, Olive ne lui fait pas confiance et a même peur de lui par moments. De plus, tout ce qui est en relation avec lui comme le Bat-signal ou les chauves-souris la répugnent. Après un été intense en émotions[3], Olive rompt avec Kyle qui lui demande de ne pas s'éloigner de sa petite sœur Maps, qui est désormais très attachée à Olive. Les rumeurs de fantômes et les indices trouvés dans son livre préféré la pousseront à enquêter sur des événements survenus sur son campus et à découvrir des secrets liés à Arkham. Au début réticente, Olive voyait Maps comme un fardeau qu'elle devait se trimbaler partout mais petit à petit elle s'attache à elle et la protège.

- Mia "Maps" Mizoguchi : Brenden Fletcher la décrit comme étant « la Robin du livre »[4]. En effet, elle est sous la tutelle d'Olive qui se doit, malgré elle, de la guider dans sa première année à l'académie. Son grand-frère Kyle était autrefois dans une relation amoureuse avec Olive, ce qui a amplifié son attachement à cette fille aux apparences froides et hostiles. Cependant, au fur et à mesure du récit et à travers leurs péripéties, les deux jeunes filles gagnent en complicité.

- Colton Rivera : Connu pour son trafic de feux d'artifice, Colton est le blagueur de la bande qui aspire à devenir aussi doué dans les affaires que Bruce Wayne. Il possède des capacités d'infiltration qui s'avèrent très utiles au groupe d'enquêteurs.

- Pomeline Fritch : Personnage au caractère bien trempé, Pomeline a une relation complexe avec sa collègue de classe Olive puisqu'elles sont tantôt ennemies tantôt amies. Ce sont les enquêtes menées par le groupe d'élèves qui rapprochent les deux jeunes adolescentes. Pom a une relation amoureuse avec Heathcliff et fait partie de L'ordre des chauves-souris, un groupe ésotérique qui accomplit des rituels occultes en cachette.

- Kyle Mizoguchi : Grand frère de Maps et ex-petit-ami d'Olive, Kyle est quelqu'un d'assez populaire au sein du campus et il est connu pour être un excellent joueur de tennis. Kyle a encore des sentiments envers Olive malgré sa prise de distance et s'inquiète de l'influence qu'elle a sur sa petite sœur.

## Albums

### Vol 1: Le Secret des Cobblepot

#### Chapitre 1: Bienvenue à Gotham Academy!
L'histoire commence alors qu'Olive et Maps sont convoquées au bureau du directeur de la Gotham Academy. Ce dernier leur apprend qu'Olive sera la tutrice de Maps et devra la guider à travers l'école et les déconseille de s'approcher du bâtiment nord où il aurait eu un accident lors de l'été dernier. Plus tard à la cantine, Olive entend des gens discuter sur des histoires de fantômes dans le bâtiment nord et Maps lui parle de l'assemblée qui aura bientôt lieu. Distante Olive l'ignore et part se venger de Colton qui l'avait embêtée un peu plus tôt en classe. Dans son dortoir Lucy sa colocataire lui fait des remarques sur son changement de comportement depuis l'été. Après s'être remise en question, Olive propose à Maps de sécher l'assemblée présentée par Bruce Wayne afin d'explorer la vieille chapelle de l'école. Là-bas Maps croit apercevoir quelque chose dans le bâtiment nord, et pour en avoir le cœur net, les deux jeunes filles montent au sommet afin d'avoir une meilleure vue. Alors qu'Olive est distraite par le Bat-signal, Maps tombe dans le vide et Olive réussit à la rattraper à l'aide de la corde des cloches de la chapelle qui se mettant à sonner, préviennent tous les gens réunis pour l'assemblée. Après s'être remise de ses émotions, Olive rassure et réconforte Lucy qui a cru apercevoir le fameux fantôme près de leur chambre.

#### Chapitre 2: Le journal de Millie Jane Cobblepot
Nous retrouvons Olive isolée dans un coin de l'école en train de relire son livre préféré : le journal de Millie Jane Cobblepot. Sa lecture est interrompue par le Bat-signal qui l'aveugle à travers la fenêtre. En s'approchant plus près, Olive aperçoit des personnes courir déguisées dans le campus. De retour en classe d'Histoire, Olive et Pomeline ont une nouvelle dispute qui est interrompue par Madame Mcpherson qui leur annonce qu'elles devront travailler en binôme pour un devoir à rendre à son cours. A la cantine, Olive évite Kyle avec qui elle n'a plus beaucoup parlé depuis l'été, pour rejoindre Pom à la bibliothèque. Cette dernière lui volera son journal après avoir aperçut d'étranges inscriptions dedans. Après que Pom se soit moqué des problèmes psychologiques de sa mère, Olive s'inquiète pour ses pertes de mémoires concernant des événements de l'été dernier. C'est Madame Mcpherson qui la console et qui lui conseille de parler sincèrement à Kyle. Plus tard, Maps et Olive poursuivent une silhouette jusqu'à une entrée secrète d'un cimetière, où elles interrompent un rituel autour du journal volé à Olive. Reconnaissant Pomeline et ses amis, Olive provoque un incendie en voulant récupérer le livre.

#### Chapitre 3: Le fantôme du Bâtiment Nord
Alors qu'elle est en colle, Olive raconte à Colton ce qui s'est passé lorsqu'ils entendent Lucy crier encore à cause du fantôme. Présente sur les lieux, Pom laisse entendre qu'elle est directement liée à ces apparitions et qu'elle essayait d'y remédier avec l'aide du journal. Décidant de continuer l'enquête ensemble, Pom et Olive se réconcilient. Kyle et Olive se rejoignent afin de discuter de leur distance et Olive lui avoue qu'il y a eu un accident à l'hôpital où sa mère était et qu'elle était désormais dans le coma. Plus tard, Olive et Maps demandent de l'aide à Pomeline et Colton pour entrer dans le bâtiment nord. Sur place, ils découvrent l'endroit en ruines et Olive se rend compte qu'elle et Batman avaient été présent lors de l'accident. Colton trouve un énorme trou et se rendant compte qu'une énorme créature s'y trouve, tous s'enfuient.

#### Chapitre 4: Un mystérieux locataire
Olive est interrogée par le directeur qui devinant qu'elle est impliquée dans la récente intrusion des lieux, lui défend d'y retourner. Distraite par le journal de Millie Jane, Olive manque de tomber dans les escaliers mais est rattrapée de justesse par Tristan, un mystérieux étudiant qui lui explique que ce n'est pas la première fois qu'il vient à son secours. En cours d'arts plastiques, Olive et Maps interrogent Eric à propos d'un symbole lié à leur enquête. Eric leur avoue l'avoir vu dans plusieurs endroits du campus comme sur un mur de leur dortoir. La nuit tombée, Olive découvre que le fantôme n'était qu'une supercherie de Heathcliff qui voulait faire plaisir à Pomeline en la faisant croire que son incantation avait marché. En suivant les indications d'Eric, Olive découvre des passages secrets passant derrière les murs des dortoirs et se rend compte que Croc, échappé d'Arkham, la surveillait depuis un moment vivant derrière les murs.

#### Chapitre 5: Une dernière danse
Croc explique à Olive qu'il connaît sa mère, en effet Sybil Silverlock était enfermée en face de lui et elle lui avait fait faire la promesse de veiller sur Olive. Interrompus par Maps, Croc s'enfuit de peur d'être dénoncé. Les deux jeunes filles continuent alors d'explorer les tunnels lorsque Olive ayant subitement retrouvé ses repères, se précipite à toute allure afin de retrouver Croc. Finissant dans un cul-de-sac, Maps réconforte son amie. De retour aux dortoirs, elles interrompent l'essayage de tenue de Lucy pour le bal. Maps s'en va vexée lorsqu'elle taquine Olive à propos de Tristan et de Kyle. Lors d'un réunion des jeunes enquêteurs, Maps propose d'utiliser le bal comme diversion afin de s'introduire à nouveau dans le bâtiment nord. Au bonheur de Maps, Olive invite Kyle au bal mais grâce à Colton, elle s'éclipse de la piste pour rejoindre le groupe dehors. Cette fois, c'est Maps qui réussit à ouvrir la porte un résolvant une énigme. Après s'être équipés, le groupe se dirige vers la forêt où Olive abat ce qu'elle pensait être Batman. Elle se rend compte qu'elle a blessée Tristan qui lui explique avoir le virus de Langstrom et être venu à l'académie pour trouver un antidote. Il lui apprend également comment il l'a sauvée des flammes alors qu'elle semblait en transe lors de l'incendie de l'été dernier. Maps les interrompt et Tristan s'enfuit. Après avoir rouvert le passage souterrain vers le bâtiment nord, le groupe retrouve Croc qui leur explique que c'est Sybil qui lui a dit que les égouts relient Arkham et l'école. Arrive alors Batman.

#### Chapitre 6: Le Club des Cinq
Alors qu'une bagarre éclate entre l'homme chauve-souris et l'ami de sa mère, Olive, entendant la police, se sert des feux d'artifice de Colton pour déclencher un nouveau un incendie. Alors qu'elle tient tête à Batman, une poutre tombe et Olive sauvée par Croc qui, accompagné de ses amis, la transporte à travers les tunnels tout en lui parlant des souvenirs qu'il a de sa mère. Les deux se séparent lorsque Croc disparaît dans le fleuve et se promettent de se revoir. Olive tient à nouveau tête à Batman lorsque ce dernier lui demande le journal. Après son devoir d'Histoire avec Pom, Lucy informe Olive qu'elle part de l'académie. Kyle dit à Olive qu'il souhaite les aider elle et Mia dans leurs futures enquêtes. À la suite de quoi Maps découvre que le fameux symbole du symbole est en fait deux A entre-croisés et voulant suivre cette nouvelle piste, elle propose aux autres de créer un club officiel de détectives.

## Les auteurs
- Becky Cloonan & Brenden Fletcher (scénaristes)

Cloonan et Fletcher disent que si Gotham Academy s'intègre bien dans l'univers DC car dans la mesure qu'il s'agit d'enquêtes et bien que ce soit le récit du point de vue de personnages plus jeunes, le duo Maps et Olive fonctionne comme Batman & Robin dans la mesure où si le point de vue assez sombre du premier personnage influence une grande partie de l'ambiance de l'histoire, le second sert de contraste donnant de temps en temps un côté plus léger à l'histoire et à son binôme.
- Karl Kerschl (dessin)

Le défi visuel pour Karl Kerschl était de réussir à ce que l'on reconnaisse les silhouettes de chaque personnage, même s'ils portent à peu près les mêmes tenues, pour ne pas enlever leur individualité car il était conscient que c'est quelque chose d'assez important pour les élèves portant des uniformes à l'école. Pour ce qui est des bâtiments, il s'est inspiré de réels établissements privés notamment celui de Radley College.
- Les coloristes

Les artistes chargés de la couleur varient selon les chapitres, quelques noms récurrents sont : Geyser, Dave McCaig, John Rauch, Michelle Sassyk, Serge Lapointe ou encore Mingjue Helen Chen (connue pour travailler pour Disney).

## Suites
En 2016, la série est suivie de Gotham Academy: Second Semester. Cette nouvelle série, en 12 numéros, reprend les aventures d'Olive Silverlock et ses amis.
La même année sort le crossover Lumberjanes/Gotham Academy en 6 numéros. La série associe les personnages de DC Comics avec ceux de l'éditeur Boom! Studios.